# Вкладная грамота
Вкладная грамота — в древней Руси письменный акт, которым отдельное лицо (вкладчик) оформляло вклад или пожертвование церкви или монастырю. Подобные вклады делались на определенных, оговоренных в грамоте условиях — на поминовение души после смерти вкладчика, на право его постричься и быть похороненным в данном монастыре и т. п. В некоторых случаях, когда данное церковное учреждение вело самостоятельную коммерческую деятельность, наличие вкладной грамоты позволяет предполагать вложение капитала в доходное предприятие.